# Battaglia di Adys
La battaglia di Adys fu combattuta nel 256 a.C. nel quadro della prima guerra punica. fu la prima condotta da Roma nel territorio africano sottoposto a Cartagine. 

## Situazione
Con la vittoria di Capo Ecnomo Roma ebbe libera la navigazione dalla Sicilia verso le coste africane. La flotta romana guidata dai consoli Marco Atilio Regolo e Lucio Manlio Vulsone Longo, dopo le riparazioni dei danni dovute alla battaglia e dopo l'accorpamento nella flotta della cinquantina di navi cartaginesi catturate, approdò al Promontorio Ermeo, l'attuale Capo Bon, la lingua di terra che sporge dalla Tunisia verso la Sicilia. Le navi più veloci attesero le navi più lente, verosimilmente le navi da trasporto dei cavalli e delle vettovaglie e, nuovamente compatta, tutta la flotta navigò lungo la costa fino a raggiungere una città chiamata Aspide che fu messa subito sotto assedio e conquistata.
Tra l'altro, questa operazione infrangeva le clausole fissate già nel secondo trattato fra Roma e Cartagine stipulato nel 348 a.C. Già allora Cartagine aveva fissato dei limiti alla navigazione romana lungo le coste dell'Africa ponendo il Capo Bello come limite invalicabile. Molto probabilmente Capo Bello è l'attuale Capo Farina, ma una frase di Polibio può far ritenere che questo limite fosse posto, appunto, all'odierno Capo Bon. I Cartaginesi, convinti che il nemico, euforico per la recente vittoria, avrebbe attaccato direttamente la loro città, si accorsero che era stato inutile disporre i resti della flotta a sua difesa; la strategia di Roma era diversa.
Espugnando Aspide, i Romani ottennero una notevole testa di ponte in territorio nemico e un porto su cui poter fare affidamento per gestire i rifornimenti di uomini e materiale bellico che si fossero resi necessari. Cartagine allora iniziò una politica di rafforzamento  terrestre per difendere il territorio metropolitano mentre i Romani, inviati messi a Roma per chiedere istruzioni, si dedicarono al saccheggio e al foraggiamento. Il bottino in oggetti e bestiame fu ingente e vennero caricati sulle navi circa ventimila schiavi. Roma ordinò che un console rimanesse in Africa e un altro tornasse con la flotta. Tornò Lucio Manlio con la maggior parte delle navi, il bottino e la grande massa dei prigionieri e schiavi e celebrò il trionfo per la vittoria nella battaglia navale di Capo Ecnomo.
Marco Atilio Regolo rimase in Africa con quaranta navi, quindicimila fanti e cinquecento cavalieri. Cartagine nominò comandanti Asdrubale e Bostare e li inviò a Heraclea Minoa, in Sicilia dove era rimasto Amilcare con alcune truppe di guarnigione. Quest'ultimo, imbarcati cinquemila fanti e cinquecento cavalieri giunse in patria, si consultò con Asdrubale, e insieme decisero di soccorrere le popolazioni depredate dalle legioni di Atilio Regolo.

## La battaglia
Ad Adys, che De Sanctis individua nella cittadina romana di Uthina, una ventina di chilometri a sud di Tunisi, vennero concentrate le truppe di Cartagine.
(Polibio, Storie, I, 30, BUR. Milano, 2001. Trad.: D. Musti)
Le forze cartaginesi erano in città e i comandanti decisero di accettare lo scontro per evitare danni alla popolazione civile. L'esercito cartaginese era infatti composto per lo più di soldati mercenari mentre i cittadini servivano -in genere- nella marina. L'esercito cartaginese uscì dalla città e si accampò su un colle che permetteva ai punici di sovrastare i nemici. Polibio, esperto di arte militare, ci precisa però che la posizione era sfavorevole alle truppe cartaginesi.
Infatti le truppe di terra basavano molta della loro strategia sui movimenti di cavalleria (e la cavalleria numidica era un'arma formidabile) e sull'uso di elefanti da guerra. Questi reparti, però richiedevano di poter essere utilizzati prevalentemente in pianura; la cavalleria per sfruttare la velocità e gli elefanti per sfruttarne appieno la potenza.
I Romani, quindi, si accorsero che le forze cartaginesi avevano una capacità operativa ancora minore di quanto fosse prevedibile. L'esperienza delle legioni in combattimenti in zone collinose e montane, efficacemente sviluppata nel corso delle guerre sannitiche si rivelò preziosa. Una volta osservata la disposizione dei nemici, i Romani compresero che i reparti più potenti e temibili dell'esercito cartaginese erano stati resi quasi del tutto inutili. Alle prime luci del giorno i Romani attaccarono risalendo il colle da entrambi i lati.
La fanteria mercenaria cartaginese si lanciò in battaglia con grande determinazione e, aiutata dalla posizione più elevata, riuscì a far arretrare la prima legione romana. La troppa foga si dimostrò essere, tuttavia, un fattore negativo. Una volta che la legione romana spinta indietro riuscì a riorganizzarsi e a resistere, frenò l'avanzata dei fanti nemici. Questi si trovarono pressati da tergo dai Romani saliti dall'altro lato del colle e dovettero cedere. Dal canto loro, la cavalleria e gli elefanti riuscirono a ritirarsi senza gravi danni perché i romani, dopo un breve inseguimento precauzionale si dedicarono al saccheggio dell'accampamento.

## Dopo la battaglia
I Romani ebbero campo aperto e continuarono nella politica della devastazione del territorio. I motivi per queste azioni sono massimamente due: l'arricchimento delle truppe e dei comandanti e costringere l'esercito nemico ad uno scontro che si possa rivelare definitivo.
L'invito alla battaglia non venne raccolto e i Romani s'impadronirono di una città chiamata
(Polibio, Storie, I, 30, BUR. Milano, 2001. trad.: M. Mari.)
Un - forse imprevisto - alleato si unì alle azioni romane; il popolo dei Numidi, da anni costretto a fornire aiuti militari a Cartagine, si ribellò iniziando a sua volta a devastare il territorio cartaginese recando danni perfino maggiori dei Romani. Le popolazioni puniche cercarono rifugio in città provocando demoralizzazione e scarsità di vettovaglie.
Marco Atilio Regolo aveva visto Cartagine sconfitta sia in mare che in terra, pensava che presto sarebbe caduta ma sapeva che in breve tempo un nuovo console sarebbe giunto a sostituirlo -per decadenza dei termini- e che il suo sostituto avrebbe ricevuto gli onori per la vittoria. Mandò una delegazione per invitare i Cartaginesi alla resa.

## Fonti
- Polibio, Storie, Bur, Milano, 2001, trad.: M. Mari.. ISBN 88-17-12703-5.